# مرز افغانستان–تاجیکستان

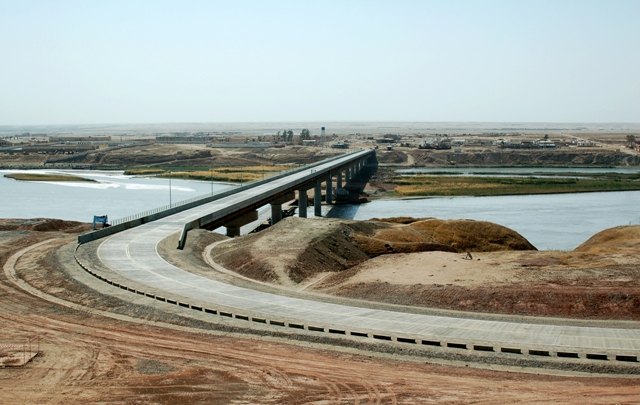
نمایی از پل که شیرخان بندر در افغانستان را به پنجی پایین در تاجیکستان متصل می‌کند.

مرز افغانستان–تاجیکستان به طول ۱۳۵۷ کیلومتر امتداد دارد و از نقطه سه‌گانه با ازبکستان در غرب تا نقطه سه‌گانه با منطقه خودمختار سین‌کیانگ چین در شرق کشیده شده است. این مرز تقریباً به طور کامل در امتداد آمودریا، رود پنج و رود پامیر قرار دارد، به جز بخش شرقی آن که در امتداد واخان واقع شده و جامعه قومی تاجیک را به شهروندان دو کشور جداگانه تقسیم می‌کند.

## تاریخچه
این مرز از مرز قدیمی اتحاد جماهیر شوروی و افغانستان به ارث رسیده است که شکل کنونی آن عمدتاً در طول رقابت قرن نوزدهم انگلستان و روسیه در آسیای مرکزی، معروف به بازی بزرگ، شکل گرفت. با فتح خانات خیوه و امارت بخارا توسط امپراتوری روسیه و کنترل راج بریتانیا توسط امپراتوری بریتانیا، این دو قدرت توافق کردند که افغانستان را به عنوان یک دولت حائل مستقل بین خود رها کنند.
در سال ۱۸۷۳، بریتانیا و روسیه بر سر یک فرمول تقریبی برای مرز به توافق رسیدند، به طوری که آمودریا به عنوان مرز شرقی از مجاورت روستای خواجه سالار تا دریاچه زورکو تعیین شد و واخان در افغانستان باقی ماند. بخش غربی مرز (یعنی بخش عمده مرز کنونی افغانستان و ترکمنستان) قرار بود در تاریخ بعدی توسط کمیسیون مرزی تعیین شود.
با گسترش بیشتر روس‌ها به منطقه ترکمنستان کنونی در اوایل دهه ۱۸۸۰، تنش‌ها افزایش یافت و با حادثه پنجده (نزدیک سندیقچی در ترکمنستان کنونی)، منطقه‌ای که افغانستان ادعا می‌کرد، به اوج خود رسید. مذاکرات اوضاع را آرام کرد و کمیسیون مشترک مرزی انگلیس و روسیه مرز را به شکل کنونی آن در دوره ۱۸۸۴–۱۸۸۷ تعیین کرد. از آنجایی که روستای خواجه سالار دیگر قابل شناسایی نبود، توافق شد که مرز باید در مجاورت خمیاب، افغانستان، به آمودریا برسد.
شرقی‌ترین بخش مرز (که اکنون بخشی از مرز افغانستان و تاجیکستان را تشکیل می‌دهد) تا سال‌های ۱۸۹۳–۱۸۹۵ نهایی نشد، و افغان‌ها موافقت کردند که از هرگونه ادعایی نسبت به سرزمین‌های شمال آمودریا چشم‌پوشی کنند. این توافق همچنین موقعیت مرز زمینی در بخش شرقی دریاچه زارکول تا چین را تعیین کرد و متعاقباً مجموعه‌ای از ستون‌های مرزی نصب شد.
در سال ۱۹۲۱، یک پیمان شوروی و افغانستان به امضا رسید که بر اساس آن روسیه موافقت کرد "مناطق مرزی را که در قرن گذشته متعلق به افغانستان بود، با رعایت اصول عدالت و خودمختاری جمعیت ساکن در آن، به افغانستان واگذار کند." با این حال، این پیمان هرگز اجرا نشد و به طور صریح توسط توافقنامه مرزی سال ۱۹۴۶ لغو شد، که مرز را به همان شکل حفظ کرد و قرار شد جزایر رودخانه‌ای متعاقباً توسط یک کمیسیون مشترک تخصیص داده شوند.
منطقه مرزی در دهه ۱۹۹۰ به دلیل جنگ داخلی تاجیکستان و جنگ داخلی افغانستان بسیار ناآرام بود. با پایان جنگ تاجیکستان و سقوط دولت طالبان در سال ۲۰۰۱، امنیت بهبود یافت؛ با این حال، مرز طولانی و نفوذپذیر همچنان به خوبی محافظت نمی‌شود و یک مسیر اصلی قاچاق مواد مخدر است. همچنین تعدادی حادثه مربوط به شورش طالبان در افغانستان رخ داده است. روسیه پیش از سال ۲۰۰۵ در تأمین امنیت آن کمک می‌کرد و گزارش‌های اخیر حاکی از آن است که چین ممکن است اکنون در تأمین امنیت مرز کمک کند. در سال‌های اخیر چندین گذرگاه مرزی و پل جدید به منظور تقویت تجارت و روابط، تا حدی با بودجه دولت‌های خارجی و شبکه توسعه آقاخان ساخته شده است.
در ژوئیه ۲۰۲۱، پس از تهاجم ۲۰۲۱ طالبان، بسیاری از سربازان افغان و کارمندان دولتی از مرز عبور کرده و وارد تاجیکستان شدند. در پاسخ، دولت تاجیکستان نیروهای بیشتری را در نزدیکی مرز مستقر کرد.

## گذرگاه‌های مرزی

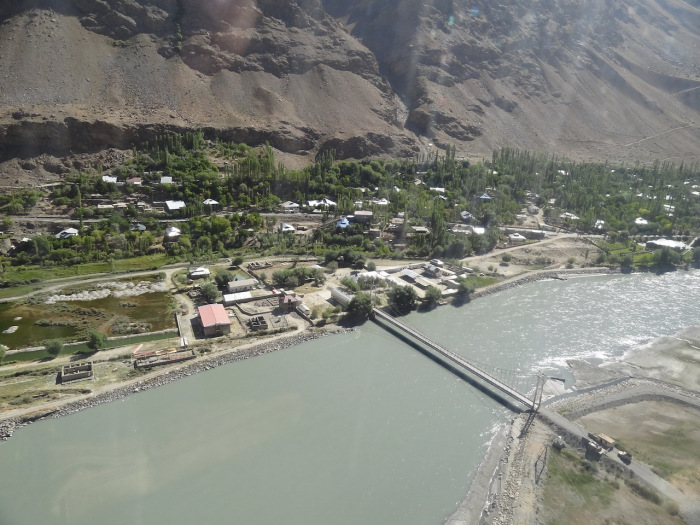
پل تاجیک-افغان در تم-دموگان در سال ۲۰۱۴

- شیرخان بندر - پنجی پایین (جاده، نگاه کنید به پل تاجیک-افغان در پنجی پایین)[۸]
- شیغنان - خاروغ (جاده، نگاه کنید به پل تاجیک-افغان در تم-دموگان)
- اشکاشیم - اشکاشیم (جاده)
- آی‌خانم - کوکول (فقط کشتی)
- پل دوستی تاجیک-افغان (جاده)

## شهرک‌های نزدیک مرز

### افغانستان
- باغری کل
- کولوخ تپه
- شیرخان بندر
- شاه روان
- چیچکه
- دشت قلعه
- خواهان
- خسفاو
- آراخات
- اشکاشیم

### تاجیکستان
- ایوادج
- پنجی پایین
- داستی
- پنج
- پارخار
- کشتی رویین
- قلعه خمب
- کاورون
- روشان
- باژدو پاویدو
- خاروغ
- اشکاشیم
- سینیب

## نقشه‌های تاریخی
نقشه‌های تاریخی انگلیسی‌زبان از مرز افغانستان - تاجیکستان شوروی، اواسط تا اواخر قرن بیستم:
<نگارخانه حالت = "بسته" ارتفاعات = "۱۶۰">
Txu-oclc-6654394-nj-42-4th-ed.jpg|
Txu-oclc-6654394-nj-43-5th-ed.jpg|
</نگارخانه>